# Frank Hinder
Francis Henry Critchley Hinder, né le 26 juin 1906 à Summer Hill et mort le 31 décembre 1992 à Killara en Nouvelle-Galles du Sud, est un peintre, sculpteur, lithographe et professeur d'art australien, également connu pour ses motifs de camouflage pendant la Seconde Guerre mondiale.

## Biographie

### Naissance et formation
Né le 26 juin 1906 à Summer Hill, Frank Hinder est le quatrième enfant du Dr. Henry Vincent Critchley Hinder (1865-1913), un éminent chirurgien,, et Enid Marguerite (née Pockley). Il naît dans la maison familiale, une grande demeure victorienne de style italien nommée "Carleton", à Summer Hill, en Nouvelle-Galles du Sud. Il fréquente l'alma mater de son père, le Newington College (1916-1918), puis termine ses études à la Sydney Church of England Grammar School, lorsque sa mère, veuve et remariée, déménage sur la Côte-Nord. En tant qu'étudiant en art, il suit les cours d'Antonio Dattilo Rubbo à la Royal Art Society of New South Wales et à l'East Sydney Technical College. Antonio Dattilo Rubbo est également son maître d'art à Newington. Au cours de ses voyages, il poursuit sa formation à l'Art Institute of Chicago, à la New York School of Fine and Applied Art et à l'école d'été Taos.

### Début de carrière
Au milieu des années 1930, il travaille comme artiste commercial aux États-Unis et enseigne à la Child-Walker School of Fine Art de Boston. Le 17 mai 1930, il épouse l'artiste Margel Harris au bureau d'enregistrement de Wellesly, dans le Massachusetts. Ils retournent tous les deux à Sydney en août 1934, travaillant dans la conception de théâtre, la publicité et l'art graphique.

### Seconde Guerre mondiale
Frank Hinder est lieutenant (1941-1943) dans les Forces militaires citoyennes (CMF). Travaillant avec le professeur William Dakin, un zoologiste de l'Université de Sydney, et le groupe civil de camouflage de Sydney, Hinder est détaché auprès de la Camouflage Wing des Royal Australian Engineers (1942-1944) pendant la Seconde Guerre mondiale, où il  conçoit le Hinder Spider, un cadre conique garni permettant de dissimuler un homme, et des avions factices tels que l'Hindup. Sa femme Margel l'assiste dans son travail en réalisant des modèles réduits en bois,.

### Carrière d'après-guerre
Après la guerre, Frank Hinder occupe un poste d'enseignant à l'East Sydney Technical College, puis devient chef du département d'art du Sydney Teachers' College (aujourd'hui intégré à l'Université de Sydney ) de 1958 à 1964. En 1952, il reçoit le prix Blake d'art religieux pour son tableau Fuite en Egypte,. En tant qu'artiste, il est surtout connu pour ses peintures abstraites, mais il produit également des œuvres dans des matériaux divers, notamment des dessins et des sculptures à lumière électrique. Il est administrateur de la galerie d'art de Nouvelle-Galles du Sud et nommé membre de l'Ordre d'Australie. Ses œuvres sont conservées dans de nombreuses galeries publiques, notamment la galerie d'art de Nouvelle-Galles du Sud, le musée national d'Australie-Méridionale, la galerie nationale d'Australie, le mémorial australien de la guerre et la National Gallery of Victoria. Frank Hinder meurt le 31 décembre 1992 à Killara, en Nouvelle-Galles du Sud à l'âge de 86 ans.